# 중산군
중산군(中山郡)은 중국의 옛 군이다. 군국제 시행 시에는 중산국(中山國)이기도 했다.

## 전한
기주자사부에 속했다. 원시 2년(2년)의 인구조사에 따르면 160,873호, 668,080명이 있었다. 아래의 속현 목록은 《한서》지리지의 내용이다. 원연·수화 연간(기원전 8년 무렵)의 현황으로 여겨지며, 총 14현이다.
| 현명     | 한자     | 대략적 위치           | 비고 |
| -------- | -------- | --------------------- | --- |
| 노노현   | 盧奴縣   | 딩저우 시             | 응소에 따르면 노수(盧水)가 (우)북평현에서 나와 동으로 하수로 들어간다. |
| 북평현   | 北平縣   | 바오딩시 만청 현 북   | 서수(徐水)가 고양현에 이르러 박수(博水)로 들어간다. 또 노수(盧水)가 있어 또한 고양현에 이르러 하수로 들어간다. 철관이 있다. 중산정왕 유승의 무덤이 있다.                     |
| 북신성현 | 北新成縣 | 바오딩시 쉬수이 구 서 | 상흠(桑欽)에 따르면 역수(易水)가 북서에서 나와 동으로 구수(滱水)로 들어간다.                                                                                                 |
| 당현     | 唐縣     | 바오딩시 탕 현 북     | 요산(堯山)이 남쪽에 있다. 응소에 따르면 옛 요임금의 나라다. 당수(唐水)가 서쪽에 있다. 맹강에 따르면 중항오가 선우를 친 중인(中人) 땅이 이 현의 중인정(中人亭)이다.           |
| 심택현   | 深澤縣   | 스자좡시 선쩌 현      | |
| 고형현   | 苦陘縣   | 스자좡시 우지 현 북동 | |
| 안국현   | 安國縣   | 헝수이시 안핑 현 북동 | |
| 곡역현   | 曲逆縣   | 바오딩시 순핑 현 남동 | 포양산(蒲陽山)에서 포수(蒲水)가 나와 동으로 난수(濡水)로 들어간다. 또 소수가 있어 또한 동으로 난수로 들어간다.                                                               |
| 망도현   | 望都縣   | 바오딩시 왕두 현 북서 | 박수가 동으로 고양현에 이르러 하수로 들어간다. 장안(張晏)에 따르면 요산이 북쪽에 있고 요모경도산(堯母慶都山)이 남쪽에 있으니 요산에 오르면 도산이 보이는 데서 이름을 따왔다. |
| 신시현   | 新市縣   | 스자좡시 신러 시 남동 | 응소에 따르면 옛 선우자국(鮮虞子國)은 이 현의 선우정(鮮虞亭)이다. |
| 신처현   | 新處縣   | 딩저우시 북동         | |
| 무극현   | 毋極縣   | 스자좡시 우지 현 서   | |
| 육성현   | 陸成縣   | 바오딩시 리 현 남     | |
| 안험현   | 安險縣   | 딩저우시 남동         | |

## 신
군의 이름을 상산(常山)으로 고치고 다음 현의 이름을 고쳤다.
| 전한   | 신         |
| ------ | ---------- |
| 북평   | 선화(善和) |
| 북신성 | 삭평(朔平) |
| 당     | 화친(和親) |
| 심택   | 익화(翼和) |
| 고형   | 북형(北陘) |
| 안국   | 흥목(興睦) |
| 곡역   | 순평(順平) |
| 망도   | 순조(順調) |
| 안험   | 영험(寧險) |

## 후한
낙양에서 북으로 1,400리거리에 있다. 13성 97,412호 658,195명을 거느렸다.
| 현명(한자) | 현명(한글) | 대략적 위치            | 비고                                                                             |
| ---------- | ---------- | ---------------------- | -------------------------------------------------------------------------------- |
| 盧奴縣     | 노노현     | 변화없음               |                                                                                  |
| 北平縣     | 북평현     | 변화없음               | 철광이 난다.                                                                     |
| 毋極縣     | 무극현     | 변화없음               |                                                                                  |
| 新市縣     | 신시현     | 변화없음               | 이현의 선우정(鲜虞亭)이 옛 중산국의 도읍이었다고 한다.                           |
| 望都縣     | 망도현     | 변화없음               |                                                                                  |
| 唐縣       | 당현       | 변화없음               | 중인정(中人亭)과 좌인향(左人鄕)이 있다.                                          |
| 安國縣     | 안국현     | 변화없음               |                                                                                  |
| 安憙縣     | 안희현     | 변화없음               | 안험현을 장제대 지금의 이름으로 개명했다.                                        |
| 漢昌縣     | 한창현     | 변화없음               | 고형현을 장제대 지금의 이름으로 개명했다.                                        |
| 蠡吾候國   | 여오후국   | 바오딩 시 보예 현 남서 | 본래 탁군에 속해있었다.                                                          |
| 上曲陽縣   | 상곡양현   | 바오딩시 취양현 서     | 본래 상산군에 속해있었다. 항산이 서북에 있다. 서진대에 상산군으로 다시 넘어갔다. |
| 蒲陰縣     | 포음현     |                        | 곡역현을 장제대에 개명했다. 양성(陽城)이 있다.                                   |
| 廣昌縣     | 광창현     | 바오딩시라이위안 현 북 | 본래 대군에 속해있었다.                                                          |

## 위진

### 후한말~ 조위
후한말에는 상당군, 한단군과 함께 흑산적의 주요 거점이었으나 원소가 이들을 토벌한 이후 원소의 영향권 아래에 있었다. 원상대에 조조가 하북을 점령하면서 조위의 영향권으로 들어왔다. 11현을 관할했다.
| 현명(한자) | 현명(한글) | 대략적 위치 | 비고                                   |
| ---------- | ---------- | ----------- | -------------------------------------- |
| 盧奴縣     | 노노현     | 변화없음    |                                        |
| 魏昌縣     | 위창현     | 변화없음    | 한창현을 조비시기 위창현으로 개명했다. |
| 安喜縣     | 안희현     | 변화없음    |                                        |
| 蒲陰縣     | 포음현     | 변화없음    |                                        |
| 望都縣     | 망도현     | 변화없음    |                                        |
| 唐縣       | 당현       | 변화없음    |                                        |
| 北平縣     | 북평현     | 변화없음    |                                        |
| 廣昌縣     | 광창현     | 변화없음    |                                        |
| 毋極縣     | 무극현     | 변화없음    | 서진대에 폐지되었다.                   |
| 安國縣     | 안국현     | 변화없음    |                                        |
| 蠡吾縣     | 여오현     | 변화없음    |                                        |

### 서진
서진시기, 팔왕의 난이 일어나던 혜제시기 석륵이 기주를 정복하면서 북방민족의 손에 넘어갔다. 8현 33,000호를 거느렸다.
| 현명(한자) | 현명(한글) | 대략적 위치 | 비고                                   |
| ---------- | ---------- | ----------- | -------------------------------------- |
| 盧奴縣     | 노노현     | 변화없음    |                                        |
| 魏昌縣     | 위창현     | 변화없음    | 한창현을 조위시기 위창현으로 개명했다. |
| 新市縣     | 신시현     | 변화없음    |                                        |
| 安喜縣     | 안희현     | 변화없음    |                                        |
| 蒲陰縣     | 포음현     | 변화없음    |                                        |
| 望都縣     | 망도현     | 변화없음    |                                        |
| 唐縣       | 당현       | 변화없음    |                                        |
| 北平縣     | 북평현     | 변화없음    |                                        |

## 오호십육국
유연이 노노현 공으로 임명되었고 중산군지역은 조나라땅이었기 때문에 그가 나라이름을 전조라고 칭했다.
석륵이 기주를 병탄하면서 후조에 들어갔다가 모용선비가 세운 전연이 기주지역을 정복하면서 전연의 영역으로 들어간 후 수도역할을 했다.
전진이 화북을 통일하면서 전진의 통치권에 들어갔으나, 전진이 몰락한 이후 후연이 중산군을 정복했다.

## 북위
북위가 후연을 정복하면서 북위의 영역으로 들어왔으며 397년(북위 도무제 황시 2년) 안주(安州)라는 이름으로 설치되었다가 400년(북위 도무제 천흥 3년)에 개명된 정주에 소속되었다. 7현 52,592호 255,241명을 거느렸다.
| 현명(한자) | 현명(한글) | 대략적 위치 | 비고 |
| ---------- | ---------- | ----------- | --- |
| 盧奴縣     | 노노현     | 변화없음    | 이경성(焉卿城)과 낙양성(樂陽城)이 있다. |
| 上曲陽縣   | 상곡양현   | 변화없음    | 446년(태평진군 7년) 신시현을 병합하였다가 500년(경명 원년)에 신시현을 분리했다. 평락성(平樂城), 항산(恒山), 가산(嘉山), 흑산(黑山), 요산(堯山), 황산(黃山)이 있다. |
| 魏昌縣     | 위창현     | 변화없음    | 창성(昌城)과 안성(安城)이 있다. |
| 新市縣     | 신시현     | 변화없음    | 인상여의 무덤, 신시성(新市城), 의대성(義臺城)이 있다. |
| 毋極縣     | 무극현     | 변화없음    | 488년(태화 12년) 복치되었다. 치소는 무극성(毋極城)이며 신성(新城), 염대(廉臺)가 있다.                                                                              |
| 安喜縣     | 안희현     | 변화없음    | 천정택(天井澤), 안희성(安喜城), 조요사(趙堯祠)가 있다. |
| 唐縣       | 당현       | 변화없음    | 좌인성(左人城), 과부성(寡婦城), 당수(唐水), 낭산사(狼山祠)가 있다.                                                                                                 |